# Hanuš Trneček
Hanuš Trneček (Praga, 16 de maig de 1858 - 28 de març de 1913) fou un director d'orquestra i compositor musical txec.
Estudià en el Conservatori de Praga i després formà part de diverses orquestres i dirigí els concerts de Franzensbad. El 1882 entrà com arpista en el teatre de la cort de Schwerin i el 1888 fou nomenat professor de piano i arpa del Conservatori de Praga, donant-se a conèixer també com excel·lent concertista d'ambdós instruments, i el 1901 organitzà un magnífic festival musical a Praga.
A banda de les òperes Der Geigervon Cremona (Schwerin, 1886), Amaranta (Praga, 1890) i Andrea Trini (Praga, 1890), va compondre una simfonia en mi bemoll major, una Rapsòdia, un Concert per a violí, un altre per a piano i diverses peces, així com un Mètode per a piano i Estudi de les sonates.